# Drillia aerope
Drillia aerope é uma espécie de gastrópode do gênero Drillia, pertencente a família Drilliidae.